# خوسيه أديلينو فيريرا
خوسيه أديلينو فيريرا (بالإسبانية: José Adelino Ornella Ferreira)‏؛ عسكري فنزويلي، يشغل منصب رئاسة الأركان الفنزويلية. اتُّهِم بقيادة محاولة انقلاب عسكري للإطاحة بنيكولاس مادورو عن رئاسة البلاد، إلا أنّه نفى تورّطه بذلك، وأكّد على دعمه للرئيس الفنزويلي.